# Grallator
Grallator är ett spårfossil som gjorts av bipedala dinosaurier tillhörande underordningen theropoder. Grallator-typfotspår har hittats i formationer från trias-perioden ända till krita-perioden.